# Borboropactus asper
Borboropactus asper es una especie de araña cangrejo del género Borboropactus, familia Thomisidae. Fue descrita científicamente por O. Pickard-Cambridge en 1884.

## Distribución
Esta especie se encuentra en Sri Lanka.